# Monica Sjöö
Anna Monica Sjöö, född 31 december 1938 i Hedvig Eleonora församling i Stockholm, död 8 augusti 2005 i Bristol i England, var en svensk-brittisk målare.

## Biografi
Monica Sjöö var dotter till konstnärerna Gustaf Sjöö och Harriet Rosander de Tourtchaninoff. Hon kom som 16-åring till Paris, där hon mötte juveleraren Steven Trickey, med vilken hon senare fick två barn. De flyttade till Bristol i Storbritannien i slutet av 1950-talet och gifte sig. År 1968 gifte hon sig med pianisten Andy Jubb och senare sammanlevde hon med Keith Motherson, grundare av Alternative Socialist Movement.
Sjöö utvecklade på 1960-talet ett feministiskt engagemang som bidrog till att hon snart inriktade sin konstnärliga verksamhet mot anarkafeminism. Hon menade att ett matriarkat hade föregått patriarkatet, vilket hon uttryckte i flera bilder med bland annat gudinnemotiv. Hennes kritik mot den kristna kyrkan var grundläggande, vilket kan ses i hennes internationellt mest kända målning God Giving Birth 1968. Denna bild visades vid en utställning i Bristol 1969 och Sjöö anklagades för blasfemi, en anklagelse som dock inte ledde till åtal.
Sjöö är representerad vid bland annat Moderna museet och Museum Anna Nordlander.